# Marianische Priesterbewegung
Die Marianische Priesterbewegung (MPB) ist eine römisch-katholische Vereinigung von Priestern mit dem Ziel, die Offenbarung von Fátima umzusetzen. Sie ist nicht kanonisch errichtet. Die MPB ist eine der weltweit größten und einflussreichsten sehr konservativen Bewegungen innerhalb der römisch-katholischen Amtskirche.

## Geschichte
Am 8. Mai 1972 nahm der italienische Priester Stefano Gobbi an einer Wallfahrt nach Fátima teil. In der Erscheinungskapelle betete er für einige Priester, die seiner Meinung nach vom Glauben und von der Loyalität gegenüber der Katholischen Kirche abgekommen sind.
In der innerkirchlichen Kontroverse um die Bewegung dreht sich ein Aspekt um den Anspruch von Priester Stefano Gobbi, authentische innere Einsprechungen von der Jungfrau Maria empfangen zu haben. Gobbi notierte die Eingebungen in seinem geistigen Tagebuch in den Jahren 1973 bis 1997.
Die MPB war seit 1990 stimmberechtigtes Mitglied im kirchlich nicht anerkannten, heute nicht mehr tätigen Vereinten Apostolat im Geist Mariens und kooperierte als solches mit anderen marianischen Gruppen wie den Dienern Jesu und Mariens, der Katholischen Pfadfinderschaft Europas, Radio Maria Deutschland und dem Engelwerk.

## Voraussetzungen zur Mitgliedschaft
Eine Mitgliedschaft in der MPB setzt folgende Verpflichtungen voraus:
- die Weihe an das Unbefleckte Herz Mariens
- die Einheit mit dem Papst und der mit ihm verbundenen Kirche
- die Führung der Gläubigen zu einem Leben der Hingabe an Maria. Ziel ist es, Maria im eigenen Leben handeln zu lassen.[4]

Die „Hingabe an Maria“ und „Verpflichtung zur Umkehr“ besteht nicht nur in einer einmaligen Weihe, sie verlangt von jedem Gläubigen eine Lebensweise, die sich gegen die „herrschende(n) Modeerscheinungen vor allem im Freizeitbereich“ stellt. Dazu gehört eine kritische Haltung gegenüber den als „herausfordernd“ und „schamlos“ empfundenen Kleidungsstil in der westlichen Welt. Zudem sollen sich die Anhänger der Bewegung gegen „jedwede Verbreitung von unmoralischen Publikationen in Zeitschriften, im Fernsehen und im Theater zur Wehr setzen“. Auch sollen die Anhänger der Bewegung Orte meiden, „an denen der heilige Charakter ihrer Person entweiht wird“. Ziel ist die Durchführung einer „Neuevangelisierung der Welt“ unter den Glaubenssätzen der MPB.

## Mitglieder
Die Marianische Priesterbewegung hat sich auch durch das Buch An die Priester, die vielgeliebten Söhne der Muttergottes von Don Stefano Gobbi verbreitet. Das Buch enthält die Betrachtungen und Inspirationen, die Gobbi in Form von inneren Eingebungen empfangen haben soll. Das Buch ist nicht im Buchhandel erhältlich; es wird ausschließlich über die Landessekretariate oder die regionalen Verantwortlichen der Marianischen Priesterbewegung verbreitet.

## Organisation
Die Bewegung ist in „Zönakeln“ („Regional-, Diözesan-, Familienzönakel“, von lateinisch coenaculum ‚Speisezimmer, Versammlung(sraum)‘) organisiert. Die Niederlassungen befinden sich für Deutschland in Tengen, für Österreich in Salzburg und für die Schweiz in Baden. Das Internationale Zentrum der Marianischen Priesterbewegung befindet sich in Mailand (Italien).

## Theologischer Hintergrund und Verbindungen
Die Priesterbewegung unterstützt die konservative Marienverehrung innerhalb der katholischen Kirche. Symbolisch und theologisch wird Maria als eine zentrale Figur des christlichen Glaubens erachtet. Die Anhänger der Marianischen Priesterbewegung sind aufgerufen, ihre Weihe an das Unbefleckte Herz Mariens zu leben. Dies geschieht mit dem Ziel, den Plan der Jungfrau zu verwirklichen, alle Seelen zu Jesus zurückzuführen.
Seit 1990 gehörte die MPB als stimmberechtigtes Mitglied gemeinsam mit anderen marianischen Vereinigungen dem heute nicht mehr tätigen Vereinigten Apostolat Mariens an.